# Milton Läufer
Milton Läufer (Buenos Aires, 2 de octubre de 1979) es un escritor argentino residente en Brooklyn y Berlín, periodista, programador y artista digital dedicado principalmente a la literatura digital. Ha publicado la novela Lagunas (que se genera mediante un algoritmo tal que ningún usuario tiene exactamente la misma versión), la novela A Noise Such as a Man Might Make en la primera colección de una editorial dedicada enteramente a libros generados por computadora, así como cuentos y ha trabajado para medios como Esquire (en sus versiones de México y Colombia), Vice y las revistas ReMezcla, ViceVersa y Otra Parte, dirigida por Marcelo Cohen y Graciela Speranza. También fue editor de la revista bilingüe Buenos Aires Review. Fue elegido para el período 2016-2017 como el escritor en residencia del laboratorio de literatura digital Trope Tank en la universidad MIT. Asimismo, ha brindado charlas sobre literatura digital y sobre su obra en distintas universidades, como la Universidad de Columbia, el Whitman College, la UNAM, la Universidad de California en Berkeley o la Universidad Nacional de Tres de Febrero. Estudió Filosofía en la Universidad de Buenos Aires, donde también fue docente y luego prosiguió sus estudios en la Universidad de Nueva York. Ha sido mencionado como uno de los pioneros de la literatura digital en Argentina.

## Proyectos
En sus comienzos, Läufer principalmente colaboró con otros artistas argentinos, como Gustavo Romano, Roberto Jacoby, Belén Gache, Julia Masvernat o Jorge Macchi. A partir del año 2000 empezó con la elaboración de su propia actividad artística, casi exclusivamente dedicada a la literatura digital. Define a la creación como "un azar controlado, como la selección natural" y opina que el pensamiento científico guía su obra
Entre sus proyectos personales, se destacan las denominadas WriterTools™, un conjunto creciente de "herramientas" cuya meta, supuestamente, es ayudar a los escritores en su labor creativa.
Su obra fue nombrada como una influencia por importantes escritores como Sergio Chejfec y Iosi Havilio, pero el interés por la misma disminuyó con los años[cita requerida]. Se lo ha asociado con el movimiento de escritura no creativa de Kenneth Goldsmith, mencionando su trabajo "El Aleph a Dieta (hasta la ininteligibilidad)", hecho en solidaridad con Pablo Katchadjian y las denuncias de María Kodama por su obra El Aleph engordado. Como él mismo explicó: "Concebí esta obra, cuyo aspecto técnico es sencillo, en las semanas donde Pablo Katchadjian estuvo procesado. Por pura casualidad me lo encontré en una reunión dos días después de la noticia y lo noté realmente muy preocupado y tuve el impulso de hacer algo “en solidaridad”".

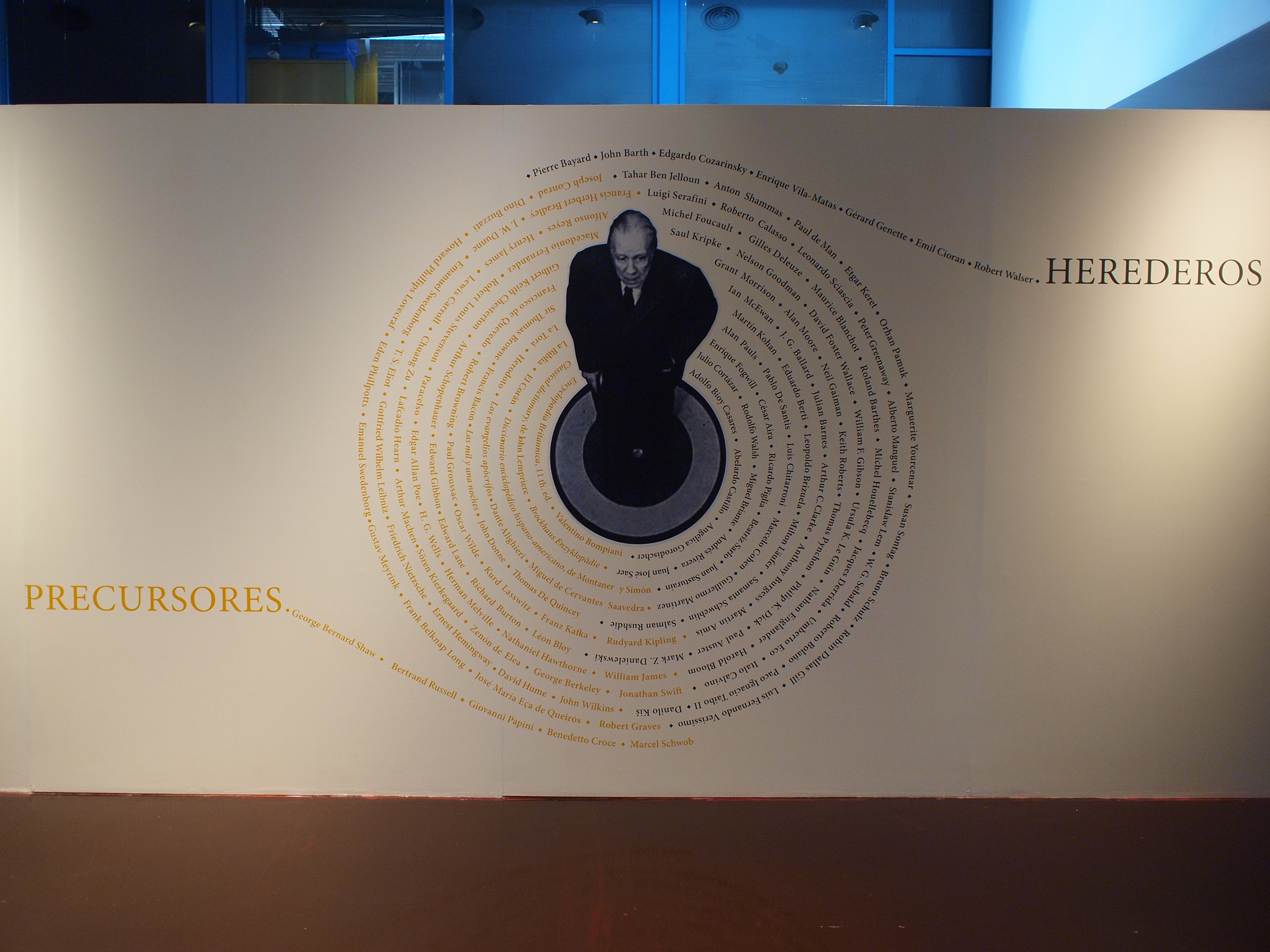
Läufer, reconocido como uno de los herederos de Jorge Luis Borges en 2016, en la Biblioteca Nacional de la República Argentina, entre Leopoldo Brizuela y Samanta Schweblin

## Novelas
En 2015, Läufer editó una novela digital parcialmente generada de modo algorítmico de título Lagunas (que puede descargarse en ), no obstante lo cual en su lectura se presenta como una novela tradicional. La novela, con elementos filosóficos y de ciencia ficción, tuvo por objetivo, según declaró el autor en varias entrevistas, "lo que intenté hacer con Lagunas fue justamente que no se notara que el texto final no lo había generado un humano. Y creo que al menos en este sentido el experimento fue bastante exitoso". En esta línea se expresó el escritor Félix Bruzzone durante la presentación de la misma, donde no hizo referencia a este procedimiento y la analizó como una novela tradicional.
La novela, que además de ser presentada en Buenos Aires fue presentada por Sergio Chejfec en la célebre librería McNally Jackson en New York, fue considerada "la primera novela argentina [...] cuyos elementos se configuran mediante algoritmos, y su modo de generación no permite dos copias idénticas". 
Se la incluido entre las pocas novelas argentina de vanguardia actuales.
En 2018 publicó en Estados Unidos A Noise Such as Man Might Make, en la primera colección de libros hechos por computadora. En 2021 publicó el policial Los restos humanos, sin intervención computacional, en la editorial Norteamericana Suburbano Ediciones, dedicada a escritores hisponoparlantes residentes en Estados Unidos de América. 

## Exhibiciones
Además de haber colaborado con otros artistas en exhibiciones tanto en Argentina como en Europa, se destacan las siguientes muestras de su obra:
- La industrialización en América Latina y otros anacolutos México, 2018[25]
- Expansiones: el tiempo de la literatura digital (Buenos Aires, 2015))[26]
- Media File.org, San Pablo, Brasil, 2016.
- La bienal internacional "Wrong (again)", en el pabellón "Sur Triangle" (curado por Ciro Múseres): . El pabellón fue mencionado en el top 5 de los mejores pabellones de la bienal y la obra de Läufer primera en el top 10.[27]
- Re:Generate (Art Based on Code), New Haven, USA, 2014[28] (con Michael Romano[29]).
- "I'm Open, Come on in", New Haven, 2015 (con Michael Romano).[30]
- "Devorador de luz", con Julia Masvernat, proyecto de lo que Läufer denomina kinegrafía, fotografía sólo del movimiento. Buenos Aires, 2012 a 2014.

## Docencia
Ha sido docente universitario en el área de filosofía por casi 10 años en la Universidad de Buenos Aires y la Universidad Nacional de Quilmes, y formó parte del equipo que creó la Licenciatura en Arte y Nuevas Tecnologías de la Universidad Nacional de Quilmes. Asimismo, ha brindado charlas sobre literatura digital y sobre su obra en distintas universidades, como la Universidad de Columbia, el Whitman College o la Universidad Nacional de Tres de Febrero.

## Algunas publicaciones
- https://www.google.de/books/edition/Los_restos_humanos/YbkoEAAAQBAJ?hl=en&gbpv=0 Los restos humanos, 2021.
- http://counterpathpress.org/a-noise-such-as-a-man-might-make-a-novelmilton-laufer A Noise Such as a Man Might Make, 2018
- http://www.vice.com/es_mx/read/si-es-argentino-y-todavia-inicie-un-paisaje-interior "Si es argentino y todavía (inicié un paisaje interior)", Milton Läufer, Revista Vice México, Especial Ficción, diciembre de 2016
- https://www.viceversa-mag.com/seminario/ "Seminario", Milton Läufer, Revista Viceversa, abril de 2015.
- http://www.miltonlaufer.com.ar/lagunas Lagunas, Milton Läufer, novela parcialmente generada por algoritmos, 2014